# Химочка Степан Іванович
Степа́н Іва́нович Хи́мочка (25 грудня 1936 , Старокозаче, Четатя-Албе  — 30 березня 2020 , Реутов, Московська область ) — Український та російський художник, член Спілки художників Росії (з 1980 року). 1965 року закінчив Одеське художнє училище ім. М. Б. Грекова,1975 року — Київський художній інститут, викладач, Т. Н. Яблонська. Працював у галузі живопису, графіки, монументального мистецтва.

## Біографія
Народився 25 грудня 1936 року в селі Старокозачому, тепер Білгород-Дністровського району Одеської області. 1965 року закінчив Одеське художнє училище ім. М. Б. Грекова, 1975 року — Київський художній інститут, викладач, Тетяна Яблонська.
Працював в галузі живопису, графіки, монументального мистецтва. Учасник багатьох персональних, колективних, республіканських і міжнародних виставок. Його праці зберігаються у музеях та приватних колекціях.

## Батьки, початок життя
Дід Степана Івановича за батьківською лінією — Іван Савович Химочка — був родом з м. Миргород Полтавської області. Він закінчив художню школу при Києво-Печерській лаврі. На вівтарному хресті біля м. Біла Церква на Київщині відзначені імена тих, хто брав участь у розписі церкви — поряд з ім'ям Миколи Реріха знаходиться прізвище Івана Химочки. Пізніше він розписував храми Грузії, потім став моряком. Після повернення в Україну, оселився в Бессарабії, де одружився та виховав сина Івана.
Батько Степана Івановича — Іван Іванович Химочка разом зі своїм батьком Іваном Савовичем розписав багато церков у Бессарабії і займався в селі Староказаче народною самодіяльністю — керував оркестром, ставив вистави, завідував Будинком культури.
Мати Степана Івановича — Марфа Іванівна працювала в колгоспі і була глибоко релігійною жінкою. Під час війни, ризикуючи своїм життям та життям своїх маленьких дітей, ховала у підвалі єврейську сім'ю з дітьми, яким маленький Степан носив їжу. Завдяки Марфі Іванівні ця родина біженців змогла врятуватися та виїхати до Італії.
Сім'я Степана Івановича пережила лихоліття війни, колективізації, повоєнний голод, на щастя, без втрат. Степан був старшою дитиною у сім'ї, що наклало певний відбиток формування його характеру. Слідом за ним дорослішали: сестра Євгенія, яка стала вчителькою; сестра Галина, яка стала музикантом; та брат Василь, який теж став художником.
Навчання
Малювати Степан Іванович почав у чотири роки. Він добре пам'ятає з дитинства, як батько з дідом розписували церкви в Бессарабії під Акерманом (нині м. Білгород-Дністровський на Одещині). У 1958 році Степан Химочка вступив до Одеського художнього училища імені М. Б. Грекова на живописний факультет, але отримавши повістку в армію пішов служити. Після служби у 1961 році повернувся до училища. На останньому курсі керівництвом училища було запропоновано Степану Івановичу вирушити до села Березівка Миколаївської області для організації роботи зі створення мистецької школи. Пропрацювши рік у створеній ним школі, Степан Іванович повернувся до училища та успішно захистив диплом за спеціальністю «живописець».
Після закінчення училища Степан Іванович був направлений на роботу до Художнього комбінату Акермана, потім перевівся до Одеси.
Оскільки Степан Іванович народився та виріс на українській землі, це, безумовно, прочитується у його творчості. Професійний багаж і духовний «капітал» молодого художника простежуються у його пейзажах 60-х: «Жевахова гора», «Серпень», «Дворик». Традиційне для цього Одеського художнього училища увагу до пленерного живопису, помітне захоплення мистецтвом французьких імпресіоністів та пильний інтерес до творчості геніального Ван Гога пояснюють і пластичні особливості, і високу для молодого автора культуру кольору у його складній тональній та фактурній розробці.
У 1966 році до майстерні Степана Івановича зайшла Тетяна Яблонська. Ця зустріч була випадковою. Художниця високо оцінила роботи випускника Греківського училища, назвавши його «цілком сформованим художником» і порадила вступити до Київського художнього інституту. Степан скористався порадою майстра і в 1969 році вступив до інституту.
Київський художній інститут став природним продовженням не лише професійної школи, а й становленням індивідуально-особистісної своєрідності творчості Степана Химочки. Очевидний колористичний дар і спрямованість його мальовничих інтересів сприяли створенню особливо сприятливого ґрунту для творчого контакту з педагогинею Т. Н. Яблонською — видатним живописцем, сильною і яскравою особистістю.
Проте у1972 році Степан Химочка залишає живописний факультет і переходить на факультет монументального мистецтва, за курсом якого закінчує інститут. Як слід пояснити такий поворот у творчій спрямованості художника? Працюючи в монументальному мистецтві, він не залишав станкових форм та жанрів. Навпаки, один рід творчості постійно збагачував інший. У цій двоєдності — одне з головних джерел глибокого внутрішнього зв'язку. Захоплення імпресіоністами змінилося особливим інтересом до творів майстрів раннього італійського Відродження Беноццо, Гоццолі, Пізанелло, Паоло Учелло з властивими їх мистецтву граничною точністю стилю, карбованною виразністю малюнка, гостротою ракурсів і ювелірною точністю, що ріднило ранній ренесанс із пізньою готикою.
Першими монументальними роботами художника стали панно на заводі залізобетонних виробів у Києві, мозаїчне панно та розпис у Палаці культури м. Висунська Миколаївської області. Вже в цих роботах формується одна з провідних тем монументального мистецтва — людина та природа. Образною домінантою у своїй роботі найчастіше є мотив взаємозв'язку і взаємообумовленості всього живого. По-різному вона розвивається у розписах «Енергія» на Чорнобильській атомній електростанції (1978), у розписах «Людина та природа» у Палаці культури в Миколаївській області (1978), у мозаїчному панно «Природа» у профілакторії м. Тольятті (1983), у фресці «Дерево життя» на станції метро «Мінська» Київського метрополітену (1982), а також у різьбленні по каменю для готелю «Росія» у м. Смоленську (1980). Серед найбільш вдалих йому монументальних творів Степан Химочка називає розписи та вітражі у кафе «Хрещатик» у Києві. Робота над цими розписами збіглася з підготовкою до відзначення тисячоліття прийняття християнства на Русі. Розпис відтворює історію перших російських князівств Києва як колиски вітчизняної державності.
Особливу увагу Степана Химочки привернуло народне мистецтво, його душевна відкритість, що виявляється в декоративній барвистості, простоті образів образотворчої мови, за якою часто прихований успадкований поколіннями глибокий філософський, метафоричний сенс.
Пошуки тем, сюжетів, образів, які б дозволили висловити ідеї загальнолюдського змісту, постійно пов'язують творчість Степана Химочки з сучасністю, зі складністю, а часом і драматичністю її процесів та духовних потреб суспільства.
Цілісне пластичне вираження народних поетичних образів ми бачимо у продовженні живопису художника — графічних роботах, акварелях, найчастіше з використанням гуаші та білил, які є натуральними пейзажними етюдами. Якщо живопис відкриває глядачеві світ творчої фантазії художника, його філософських роздумів та емоційних реакцій, то графіка — прямий та безпосередній контакт із природою, переживання різних природних її станів, мотивів, настроїв. У цих роботах глядач має справу з самостійним розділом його творчого життя, в якому почуття, око, рука художника знаходять ніби емоційний відпочинок і в той же час безперервно проходять перевірку на вірність бачення кольору, світла, тону.
Якщо монументальні роботи художника мають епічний лад і характер пластичного розвитку образу, то станковий живопис — принципово ліричний. На перше місце виступає декоративна контрастність локальних колірних відносин, активізується роль світла як засоби ліплення об'ємної форми і просторових планів, а й як найважливішого компонента смислового і емоційного будови образу, висловлювання ідеї твори. У його картині «Роздум» (1986) можна побачити безпосередню перекличку з народним примітивом у тому, як кожен образотворчий елемент, кожен образ наділений певним метафоричним чи алегоричним змістом, а в окремих образних мотивах викликає якісь асоціації з фантастикою Босха, із символікою пізнього середньовіччя; в іншому ж художник підкупально індивідуальний та незалежний. С. Химочка пише картину «У степу» зовсім інакше. У нього складається свій несподіваний образ. У квадратному форматі полотна, дуже великим планом — гарбузи, поруч із якими — кошик і глечик, мабуть, з молоком. Жодних далі, ніякого неба, жодних звичних атрибутів степу. Але це справді степ. Його земля, його квіти, його плоди. Здається, простий, дещо декоративний характер натюрморт зупиняє, змушує задуматися. Багато картин художника пов'язані з природою, але майже немає того, що ми звикли називати чистим пейзажем. В одних природа — насамперед середовище, в якому живе людина (наприклад, «Літо» (1982), «Зима» (1986)), в інших вона виражає емоційний зміст буття людини («Обитель» (1986), «Під осінь» (1988), «Спокій» (1985)), в інших виступає як символ («Долі» (1982), «Мадонна, що йде» (1988)), а часом — у своїй особливій самосвідомості, як, наприклад, у картині «Земне сонце» (1989).
Зображена чи ні на картинах С. Химочки людина, присутня вона в них завжди — або зримо, або незримо. Композиції «Доли» (1982), «Роздум» (1986) мають свій розвинений сюжет, конкретні образи, метафоричний підтекст. У картинах «Новорічна ніч» (1986), «Таїнство» (1988), «Мадонна, що йде» (1988) людина визначає суть композиції та сенс емоційного стану, а в таких, як «Літо» (1982), «Обитель» (1986)), «Весна» (1987), — одухотворює пейзаж, наповнюючи його проникливим психологічним змістом.
За словами художника, знайдена ним тема або, вірніше, образ, що народжується в його свідомості, художня ідея опановують їх, як правило, надовго і повністю. Він ними живе, нерідко повторюючи і змішуючи композиційні та колористичні рішення доти, доки не прийде на зміну новий образ, що так само захопив його. Така багатоплановість художника робить його творчість особливо цікавою, народжує різноманіття глядацьких відгуків і, безперечно, вражає.

## Основні виставки
- 1965 — Одеса-Сегед-Варна
- 1965 — Республіканська виставка, Київ
- 1991 — Церква Власія. Виставкова зала, Київ
- 1991 — Виставка Союзгалері, Сеул, Корея
- 1992 — Виставкова зала, Химки
- 1992 — Виставкова зала, Довгопрудний
- 1992 — Виставкова зала, Тушино
- 1992 — Конференц-зал газети «Известия», Москва
- 1992 — Виставкова зала на вул. Червоноармійській, Київ
- 1993 — Виставка у галереї «Філліпс», Х'юстон
- 1994 — Російський салон, Мюнхен
- 1994 — Університет української діаспори, Мюнхен
- 1994 — Радіо «Свобода», Мюнхен
- 1994 — Галерея «Мансур», Назарет
- 1994 — Виставка «Підмосков'я», ЦБХ, Москва
- 1994 — Виставка у галереї Клима Грановського, Сан-Франциско
- 1996 — Виставка у галереї на Крутицькому валу, Москва
- 1998 — «Золотая кисть», Москва
- 2000 — «Золотая кисть», Москва
- 2002 — Виставка «Катерининська площа» у готелі «Космос», Москва
- 2004 — Виставковий зал Міністерства культури Московської області
- 2007 — Літературний державний музей, Одеса
- 2009 — Музей Західного та Східного мистецтва, Одеса
- 2009 — Виставкова зала Міністерства культури Московської області
- 2009 — Будинок-Музей імені М. К. Реріха, Одеса
- 2012 — Химкінська картинна галерея імені С. Н. Горшина, Химки
- 2018 — участь у виставці, ЦБХ, Москва

та ін.

## Основні твори
- «Будівельники» — мозаїчне панно (Київ);
- «Людина і природа» — розпис фойє Палацу культури (Миколаївська область, Україна);
- «Русь» — вітражі та розпис панно в інтер'єрі кафе «Хрещатик» (Київ, 1980);
- «Древо життя»  холодна енкаустика, розпис стелі (530 м²) на станції метро «Мінська» (у співавторстві, Київ, 1982);
- «Древо пісень» — різьблення по каменю, інтер'єр вестибюля готелю «Росія» (Смоленськ);
- «Життя» — мозаїчне панно профілакторії ВАЗа (Тольятті);
- Розпис фойє — холодна енкаустика, Палац культури Чорнобильської АЕС (Прип'ять)
- Степан Химочка. Живопис. Графіка: Альбом / вст. ст. О. Рогожина. — М. : М. Сканрус, 2012. — 233 с. : іл. — рос., анг.[2]

## Родина
- Дружина — Химочка (Горовенко) Тамара Михайлівна  (13.07.1941 — 19.12.2018).
- Брат — Химочка Василь Іванович (28.12.1950—14.6.2016) — український художник.
- Син — Химочка Тарас Степанович (нар. 23.04.1973).
- Дочка — Решетинська Катерина Степанівна (нар. 17.02.1977).
- Онучка — Решетинська Ганна Олександрівна (нар.26.03.1995).
- Онучка — Решетинська Ксенія Олександрівна (нар.20.04.2002)
- Дочка — Рудницька Олександра Степанівна (нар. 21.07.1968).
- Онук — Коваль Мартін Дмитрович (09.07.1980).
- Онук — Рудницький Андрій Ігорович (16.03.1994).
- Онук — Онищенко-Єзута Михайло Сергійович (нар. 28.10.1986).

## Зображення

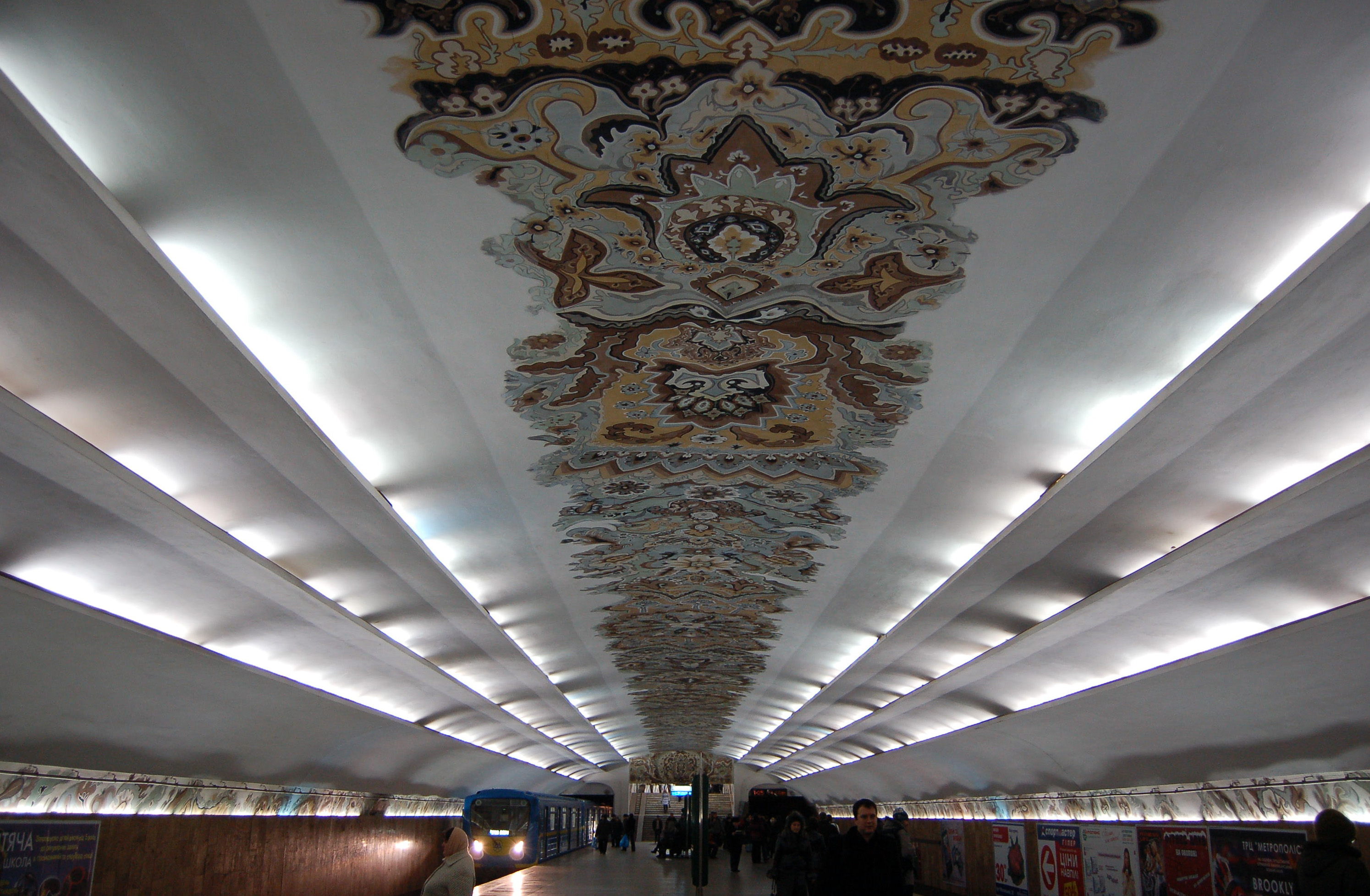
Станція метро «Мінська»
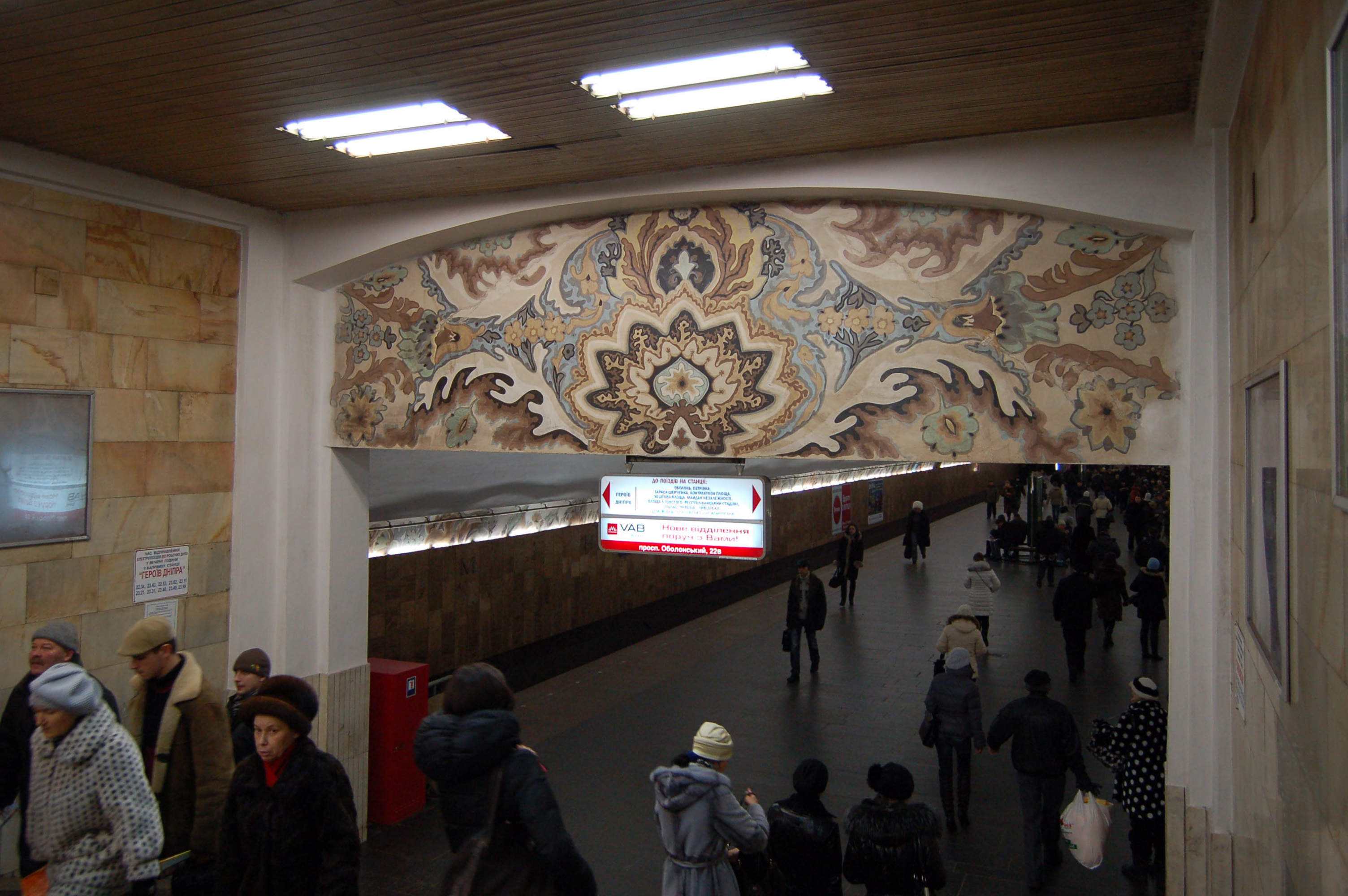
Станція метро «Мінська»
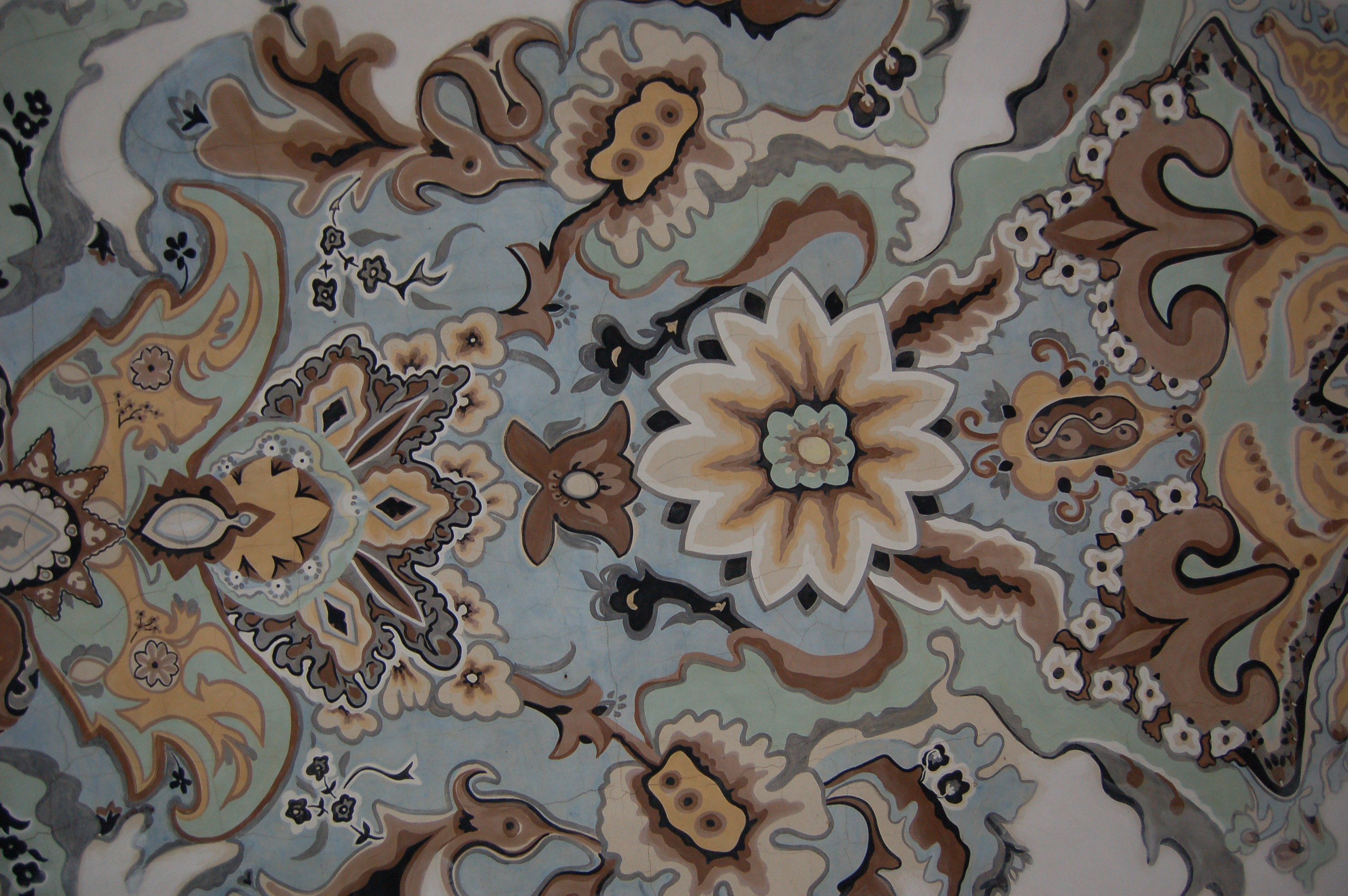
Станція метро «Мінська»
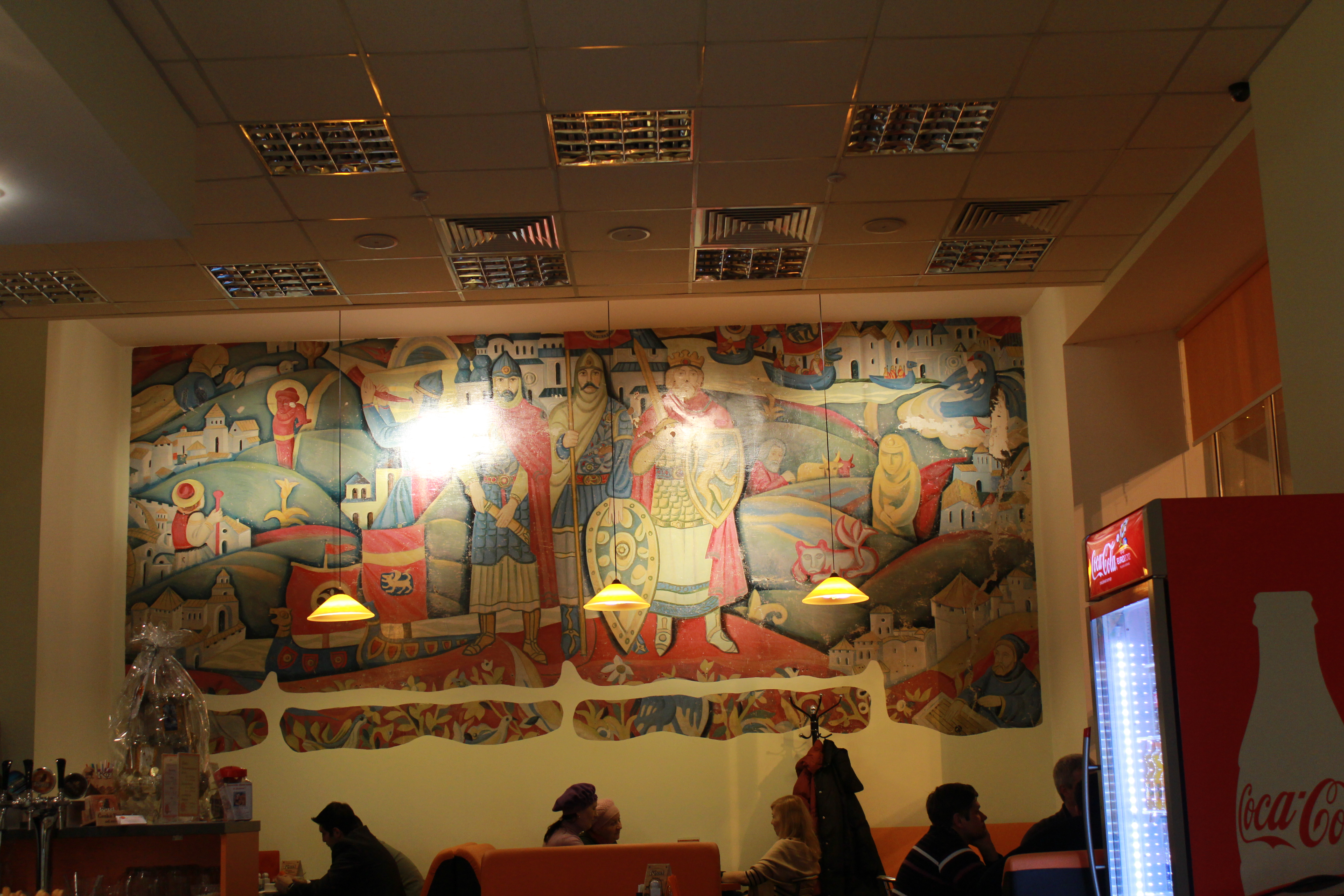
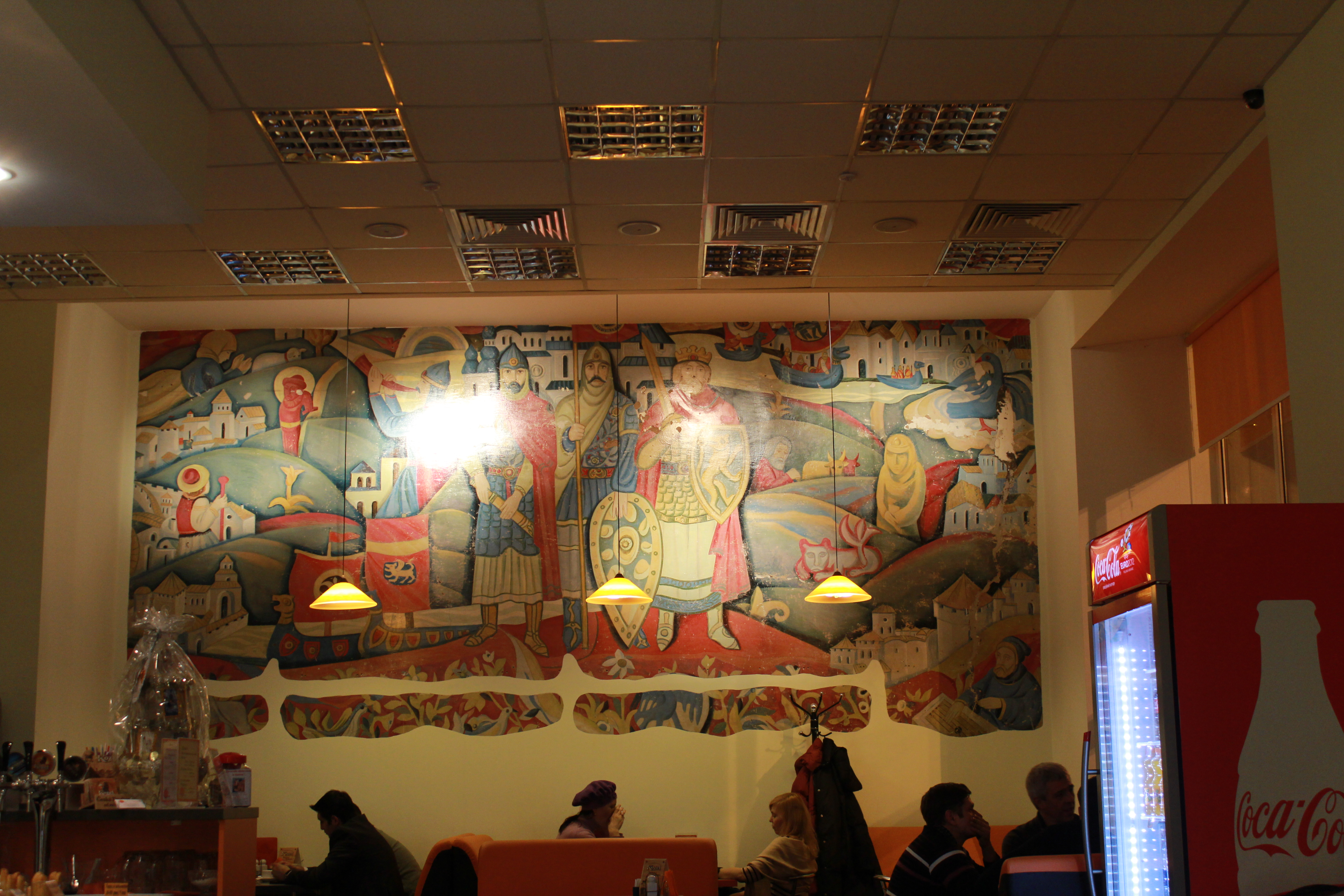
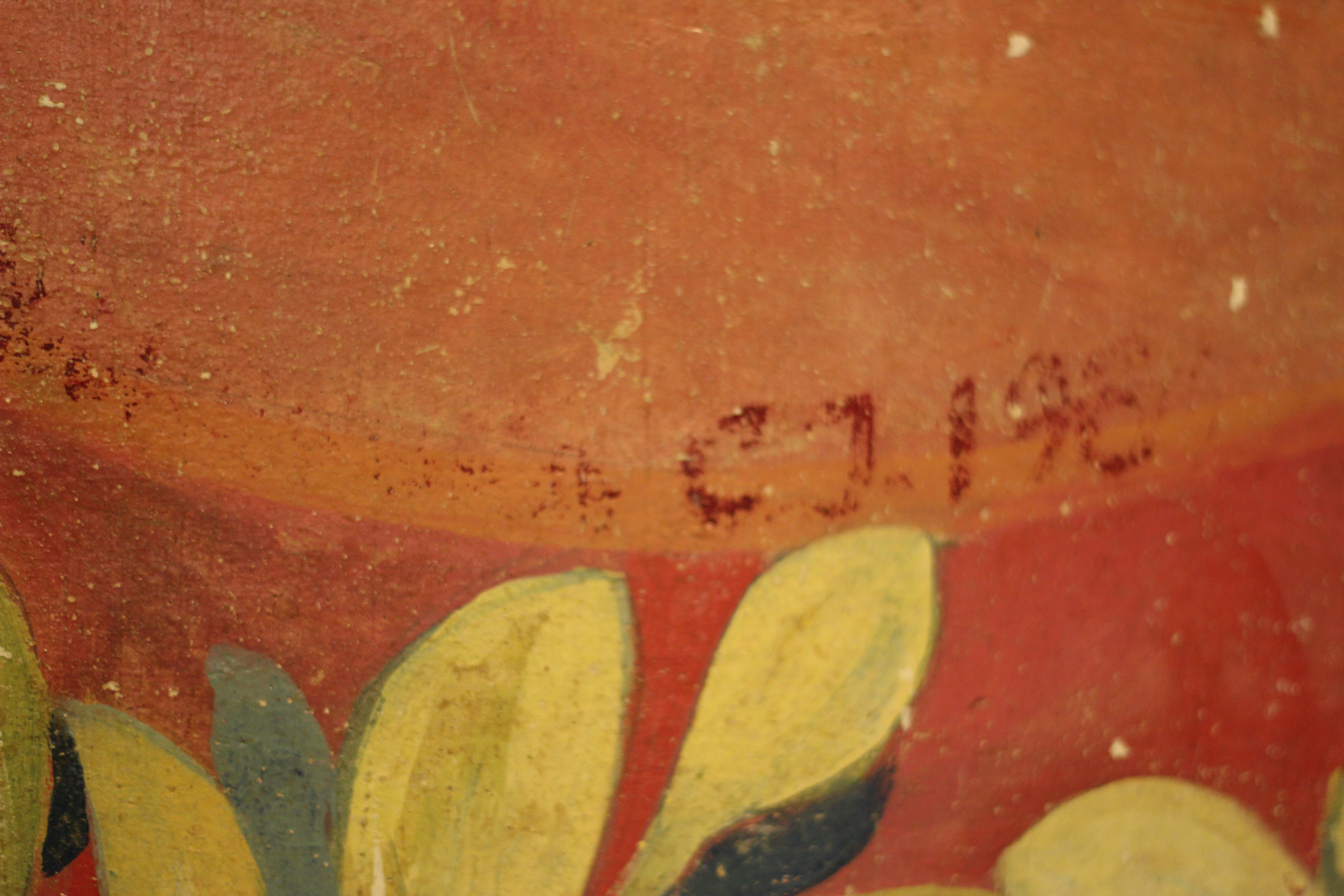
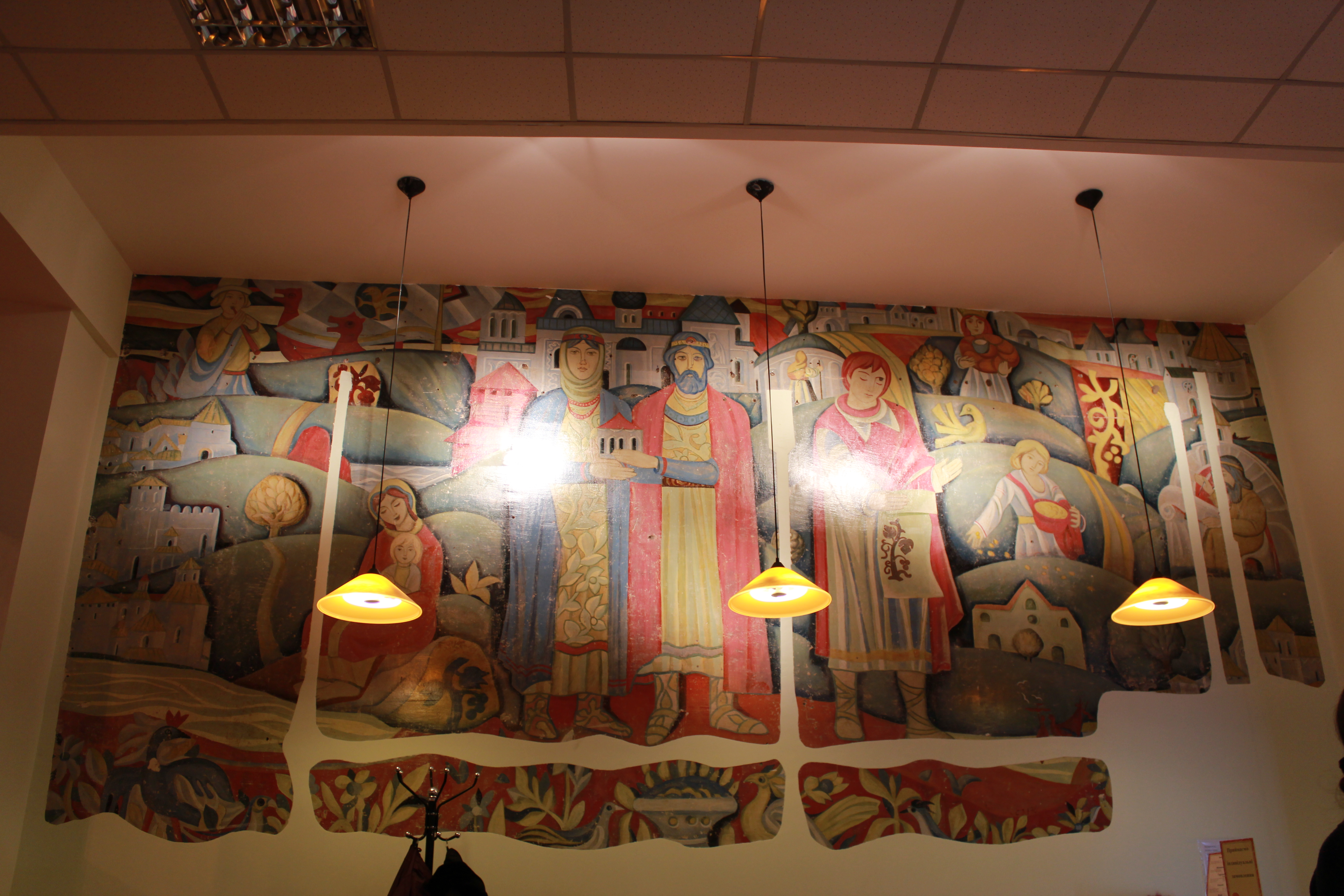